# Teatro Rossini (Pesaro)
Il Teatro Gioacchino Rossini è il più importante teatro di Pesaro, in cui viene organizzata una serie di spettacoli di prosa, musica e danza. È anche uno dei luoghi in cui ogni anno si svolge il festival musicale lirico Rossini Opera Festival.

## Storia

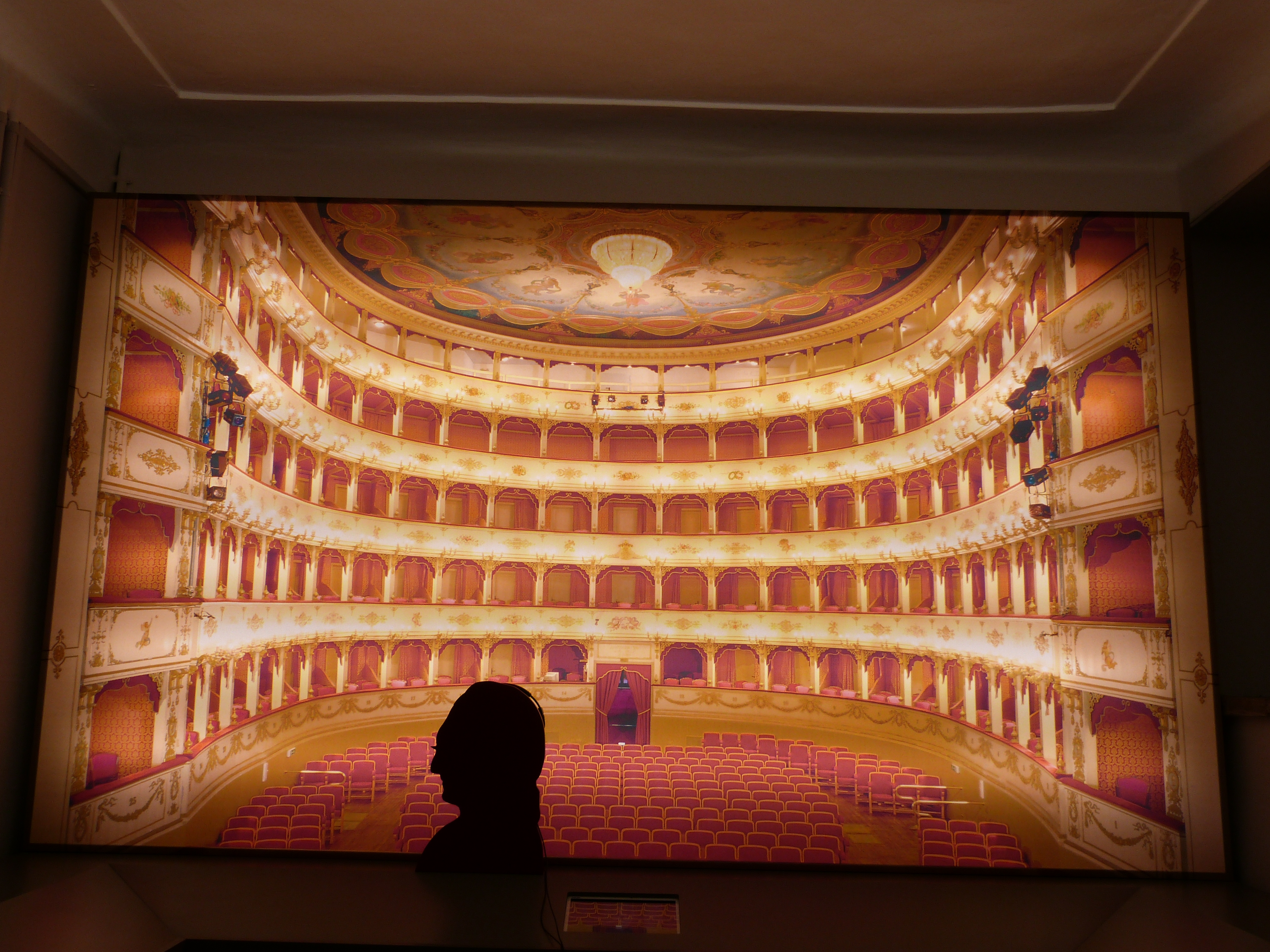
La sala del teatro

Costruito nel 1637 come Teatro del Sole, fu riedificato nel sito originale nel 1818 prendendo la denominazione di Teatro Nuovo, ed inaugurato il 10 giugno di quello stesso anno con la messa in scena di La gazza ladra di Gioachino Rossini sotto la conduzione dallo stesso compositore nella sua città natale. Il Teatro Rossini, che dal 1854 ha preso il suo nome attuale in onore del compositore, ha una capienza di 860 posti, con un auditorium progettato con la classica forma a ferro di cavallo con quattro ordini di palchi più il loggione.
Il terremoto del 30 ottobre 1930, un sisma di magnitudo momento 6,0 (VIII-IX Mercalli) che colpì le provincie di Pesaro e Ancona, ha richiesto circa quattro anni di lavori di ristrutturazione. Il teatro riaprì nel mese di agosto del 1934 con la messa in scena del Guglielmo Tell. Nel 1966, la formazione di crepe lungo alcune pareti ed il deterioramento di molte delle parti in legno hanno portato alla sua chiusura che si è poi protratta per ben 14 anni. Il teatro fu nuovamente riaperto il 6 aprile del 1980, proprio in concomitanza con la prima edizione del Rossini Opera Festival.

## Rossini Opera Festival
Dal 1980 è la sede principale del Rossini Opera Festival che si tiene ogni anno nel mese di agosto. Ulteriori lavori di ristrutturazione hanno avuto luogo nel 2002.
Oltre al Teatro Rossini, fanno parte del Rossini Opera Festival la Adriatic Arena, un impianto polivalente che ospita eventi musicali e sportivi di livello internazionale inaugurato nel 1996, l'Auditorium Pedrotti, la cui data di fondazione risale al 1892, ed il Teatro Sperimentale, realizzato nel 1965 all'interno dell'edificio in cui ha sede il Municipio della città e costituito da una sala con 496 posti (356 in platea, di cui 3 per disabili, e 140 in galleria) e da una saletta da 75 posti.

## Festival Nazionale d'Arte Drammatica
Il Teatro Rossini è sede anche della più antica manifestazione di teatro non professionistico d'Italia, il Festival Nazionale d'Arte Drammatica, che si svolge ininterrottamente dal 1948 nella città di Pesaro. Il Teatro ha ospitato la rassegna teatrale fin dagli esordi, mentre durante la breve parentesi dei lavori di ristrutturazione, durata dal 1966 al 1980, il Festival è stato portato in scena principalmente al Cinema Teatro Sperimentale.